# Internazionali d'Italia 1976
Italian Open 1976 - чоловічий і жіночий тенісний турнір, що проходив на відкритих кортах з ґрунтовим покриттям Foro Italico в Римі (Італія). Чоловічий турнір належав до серії Commercial Union Assurance Grand Prix 1976, жіночий - Світової чемпіонської серії Вірджинії Слімс 1976. Тривав з 23 до 30 травня 1976 року. Титули в одиночному розряді здобули третій сіяний Адріано Панатті і Міма Яушовец. У першому колі Панатта відіграв одинадцять матч-болів у матчі проти Кіма Ворвіка.

## Призові гроші
| Дисципліна                 | W       | F       | ПФ     | ЧФ     | 3-тє коло | 2-ге коло | 1-ше коло | Загалом  |
| Чоловіки, одиночний розряд | $30,000 | $13,000 | $6,500 | $3,400 | $1,700    | $1,000    | $500      | $115,200 |
| Жінки, одиночний розряд    | $5,000  | $2,500  | $1,250 | $800   | $500      | $350      | $200      | $26,000  |
| Чоловіки, парний розряд    | $6,000  | $3,500  | $2,000 | $800   | Н/Д       | $0        | $0        | $16,700  |
| Жінки, парний розряд       | $1,500  | $900    | $500   | $300   | Н/Д       | Н/Д       | $0        | $4,600   |

Джерело: World of Tennis 1977

## Фінальна частина

### Одиночний розряд, чоловіки
Адріано Панатті —  Гільєрмо Вілас 2–6, 7–6, 6–2, 7–6

### Одиночний розряд, жінки
Міма Яушовец —  Леслі Гант 6–1, 6–3

### Парний розряд, чоловіки
Браян Готтфрід /  Рауль Рамірес —  Джефф Мастерз /  Джон Ньюкомб 7–6, 5–7, 6–3, 3–6, 6–3

### Парний розряд, жінки
Лінкі Бошофф /  Ілана Клосс —  Вірджинія Рузічі /  Маріана Сіміонеску 6–1, 6–2

## Нотатки
1. ↑  Фінал зупинено на 2 сетах через погане освітлення й останній сет зіграли 15 вересня під час Grow Professional Doubles Championship у Зе-Вудлендсі (штат Техас, США).